# Joan Pascu
Joan Pascu (* 1955 in Rumänien) ist ein deutscher Schauspieler.

## Rollen (Auswahl)

### Theater
- 1987–1988: Übern Jordan (Regie: Willi Thomczyk, Kohlenpott)
- 1987–1991: Romeo und Julia (Regie: Wolf Redl, Schauspielhaus Bochum)
- 1991–1993: Die Macht der Gewohnheit (Regie: Alexander Scheer, Schloßtheater Moers)
- 1991–1993: Kafka’s Franz (Regie: Johannes Rotter, Schloßtheater Moers)

### Kino
- 2000: Fußball ist unser Leben
- 2008: Die Tränen meiner Mutter
- 2008: Hardcover
- 2011: Hotel Lux
- 2012: Die vierte Macht
- 2013: Eyjafjallajökull – Der unaussprechliche Vulkanfilm
- 2017: Kundschafter des Friedens
- 2018: Hot Dog
- 2019: Gut gegen Nordwind

### Fernsehen
- 2007: Ohnmacht
- 2009: Tatort: Schweinegeld
- 2010: Im Angesicht des Verbrechens
- 2010: Go West – Freiheit um jeden Preis
- 2011: Dreileben
- 2013: Polizeiruf 110: Fischerkrieg
- 2016: Dengler: Am zwölften Tag
- 2016: Helen Dorn: Die falsche Zeugin
- 2016: Tatort: Klingelingeling
- 2017: Keine zweite Chance
- 2021: Ein Mädchen wird vermisst

- 2021: Watzmann ermittelt – Dritter Frühling

- 2023: Nichts, was uns passiert